# Howard Jacobson
Howard Jacobson (Mánchester, 25 de agosto de 1942) es un escritor británico de ascendencia judía, graduado por la Universidad de Cambridge. Fue galardonado con el Premio Booker de 2010 por su obra La extraordinaria naturaleza de Sam Finkler.

## Carrera
El británico Howard Jacobson ha novelado sobre la idiosincrasia y la identidad judía. Parodió el hecho describiéndose a sí mismo, como "una Jane Austen judía". Además de escribir novelas y ensayos, Jacobson escribe para televisión, habiéndose hecho una figura popular con el primer episodio de una serie sobre la Biblia. Asimismo, promueve performances públicas, como la reciente Palhaços en Rebelión, una protesta arty con mujeres y hombres desnudos junto al muro que separa Cisjordania de Israel.

## Obra
Narrativa
- Coming From Behind, Chatto & Windus, 1983
- Peeping Tom, Chatto & Windus, 1984
- Redback, Bantam, 1986
- The Very Model of a Man, Viking, 1992
- No More Mister Nice Guy, Cape, 1998
- The Mighty Walzer, Cape, 1999
- Who's Sorry Now, Cape, 2002
- The Making of Henry, Cape, 2004
- Kalooki Nights, Cape, 2006 / Cargo, 2008
- The Act of Love, Cape, 2008
- The Finkler Question, Bloomsbury Publishing, 2010 (Prémio Man Booker)
- Zoo Time, Bloomsbury, 2012
- J, Bloomsbury, 2014 (nominado para el Prémio Man Booker)

Ensayo
- Shakespeare's Magnanimity: Four Tragic Heroes, Their Friends and Families (coautor com Wilbur Sanders), Chatto & Windus, 1978
- In the Land of Oz, Hamish Hamilton, 1987
- Roots Schmoots: Journeys Among Jews, Viking, 1993
- Seriously Funny: From the Ridiculous to the Sublime, Viking, 1997